# Matthew Temple
Matthew Temple (ur. 20 czerwca 1999) – australijski pływak specjalizujący się w stylu motylkowym i dowolnym, trzykrotny brązowy medalista igrzysk olimpijskich, mistrz świata.

## Kariera
W 2019 roku podczas mistrzostw świata w Gwangju płynął w wyścigu eliminacyjnym sztafet mieszanych 4 × 100 m stylem zmiennym i otrzymał złoty medal, kiedy Australijczycy zwyciężyli w finale. W konkurencji 100 m stylem motylkowym był szósty z czasem 51,51. Na dystansie dwukrotnie dłuższym zajął 10. miejsce (1:56,52). Brał też udział w finale sztafet mężczyzn 4 × 100 m stylem zmiennym, gdzie Australijczycy uplasowali się na piątej pozycji.
Dwa lata później na igrzyskach olimpijskich w Tokio na pierwszej zmianie sztafety 4 × 100 m stylem dowolnym uzyskał czas 48,07 i wraz z Zachiem Incertim, Alexandrem Grahamem i Kyle’em Chalmersem zajął trzecie miejsce. Kolejny brązowy medal zdobył w sztafecie mieszanej 4 × 100 m stylem zmiennym, w której płynął razem z Kaylee McKeown, Zachiem Stubblety-Cookiem i Emmą McKeon. Na dystansie 100 m stylem motylkowym uplasował się na piątym miejscu ex aequo z Polakiem Jakubem Majerskim. Obaj zawodnicy zakończyli wyścig finałowy z czasem 50,92. Temple był piąty także w sztafecie mężczyzn 4 × 100 m stylem zmiennym. W konkurencji 200 m stylem motylkowym zajął 18. miejsce (1:56,25).